# 安井栄子
安井 栄子（やすい えいこ、1971年5月8日 - ）は、日本の元女子バレーボール選手である。元全日本代表。

## 来歴
秋田県生まれ、神奈川県綾瀬市育ち。中学1年よりバレーボールを始める。神奈川県立伊勢原高等学校卒業後は神奈川中央交通に入社し、9人制バレーボールの選手となった。1994年、9人制の選手としては初めて6人制の全日本に選出され、同年10月の第12回アジア競技大会に出場した。1998年には6人制チームの東洋紡オーキスに1シーズン在籍し、リベロとして活躍した。
9人制のプレーヤーが6人制全日本に選出されるのは安井が史上初で、20年後の2014年に選出された宮本小百合が二度目となる。

## 所属クラブ
- 綾瀬市立北の台中学校
- 神奈川県立伊勢原高等学校
- 神奈川中央交通（9人制）
- 東洋紡オーキス（1998-1999年）